# Stenophylax badukus
Stenophylax badukus är en nattsländeart som först beskrevs av Wolfram Mey och Mueller 1979.  Stenophylax badukus ingår i släktet Stenophylax och familjen husmasknattsländor. Inga underarter finns listade i Catalogue of Life.